# قنق
قِنِق (ترکی آذربایجانی: Qınıq؛ ترکی استانبولی: Kınık؛ ترکمنی: Gynyk) یا قنیق، قنیک، قونوق، یکی از ۲۲ قبیله بزرگ تُرکان اغوز بود.

## ترکان اغوز
ترکان اوغوز شاخه ای از مردمان ترک بودند. در اوایل قرون وسطی بیشتر آنها کوچ نشین بودند و ساختار سیاسی آنها قبیله ای بود. ترکان اغوز از ٢٢ یا ٢۴ قبیله تشکيل می‌شدند. این قبایل در منابع اسلامی، تا قرن دهم میلادی، ترکمن نامیده میشدند. در "افسانه اغوزخان" نیز از این قبایل یاد شده است. طبق افسانه مذکور، ٢۴ قبیله در دو گروه اصلی وجود داشتند. هر گروه با سه برادر و هر برادر قرار بود چهار پسر داشته باشند. در این طبقه بندی ایل قنق از نوادگان دنیز خان پسر اغوز خان بود، که به نوبه خود در گروه اوچوک قرار داشت.
طبق دایره المعارف اسلام قنق "عالی در همه جا" معنا می‌دهد.  قبیله قنق در «دیوان الغات الترک» نوشته محمود کاشغری، متعلق به قرن یازدهم میلادی، اولین قبیله در فهرست قبائل اغوز بودند. اما در فهرست تهیه شده توسط رشیدالدین همدانی، در قرن سیزدهم میلادی، قنق آخرین قبیله در فهرست مذکور است. در فهرست طوایف ترکمن (اغوز) که توسط ابوالغازی بهادرخان، مورخ خانات خیوه، که در اثر شجره تراکمه ارائه شده است، از قبیله قنق به عنوان نوادگان دنیز خان یاد شده است. نام قبیله هم به معنای "محترم" آورده شده است.

## قنق و سلجوقيان
قنق از نظر تاریخی قبیله مهمی است. زیرا امپراتوری سلجوقی توسط رهبران قبیله قنق تأسیس شد. در قرن دهم، رهبر قبیله قنق، دقاق (به معنای "کمان آهنین") بود. پس از او به ترتیب پسرش سلجوق و سپس نوه‌اش، ارسلان یبغو، رهبر قبیله شدند. امپراتوری سلجوقی توسط طغرل و چغری، برادرزاده های ارسلان، تأسیس شد. سلجوقیان روم، شاخه ای از سلجوقیان، توسط سلیمان بن قتلمش، نوه ارسلان یبغو، تأسیس شد.
ابوالغازی بهادرخان در کتاب خود (شجره التراکمه) این چنین نوشته است: 

"«هنگامی که سلجوقیان بر جهان اسلام  حاکم شدند، گفتند: ما از قبیله ترکمنان قنق هستیم، سپس گفتند: ما از دست کی خسرو، نوه دختری افراسیاب، گریختیم و قبیله قنق را تشکيل دادیم. سلجوقیان پدران خود را شمردند و پس از ٣۵ نسل، در افراسیاب توقف کردند و گفتند که آنها فرزندان و فرزندان افراسیاب هستند."

## ترکان قنق در آناتولی
اکثر قنق ها در زمان امپراتوری سلجوقی و حمله مغول در قرن سیزدهم، به آناتولی مهاجرت کردند.  در اسناد رسمی عثمانی در قرن شانزدهم، ٨١ شهرک به نام قنق وجود داشت. اگرچه آنها در طول تاریخ تا حد زیادی توسط سایر قبایل اوغوز جذب شده اند، اما هنوز سکونتگاه های زیادی وجود دارد که نام کینیک را یدک می کشند. به عنوان مثال، در استان ازمیر، قنق نام یکی از مراکز منطقه ایلچه است. روستاهای زیادی نیز وجود دارد. در حال حاضر ٢٨ آبادی مختلف در ترکیه نام قنق را بر خود دارند.

### آبادی هایی با نام قنق
استان افیون قره‌حصار
- روستای قنق در دینار

- روستای قنق در صاندیقلی

- روستای قنق در ناحیه سنان‌پاشا

 استان آنکارا 
- روستای قنق در کاله‌چیک

- روستای قنق در کازان

- روستای قنق (پایینی) در قزلچه‌حمام

- روستای قنق (بالایی) در قزلچه‌حمام

 استان آنتالیا 
- روستای قنق در کاش

 استان بیله‌جک 
- روستای قنق در بیله‌جک

- روستای قنق در پازاریری

## ترکان قنق در ترکمنستان
نوادگان قبیله قنق، طوایف "سلطانی" و "اوچوروق" را تشکیل دادند که اکنون زیرمجموعه قبیله ترکمن تکه به شمار میروند.